# Frank B. Kelso II.

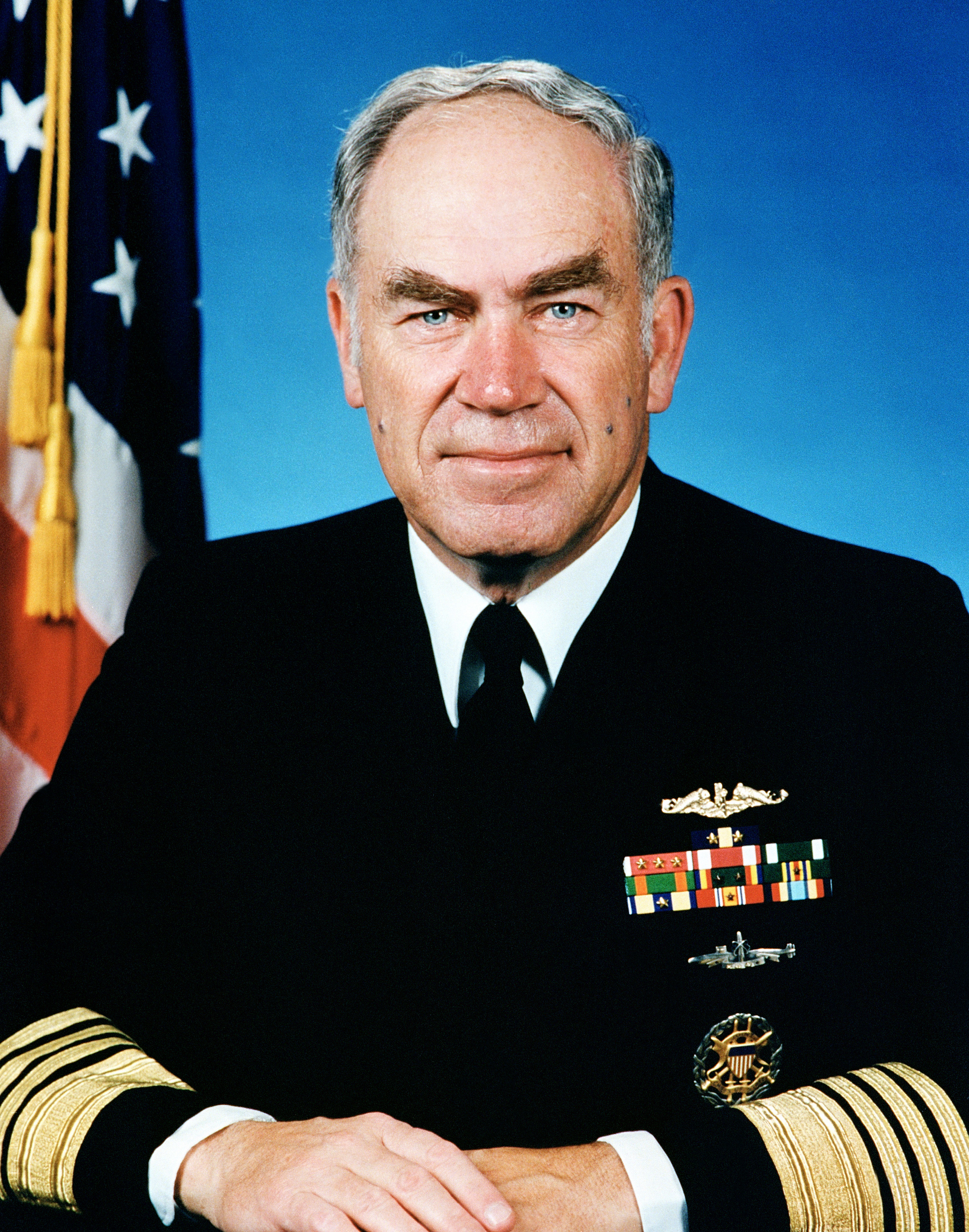
Admiral Frank B. Kelso (1991)

Frank Benton Kelso II. (* 11. Juli 1933 in Fayetteville, Tennessee; † 23. Juni 2013 ebenda) war ein US-amerikanischer Admiral der US Navy. Er war sowohl Chief of Naval Operations als auch kommissarischer Secretary of the Navy.

## Biografie
Nach dem Schulbesuch studierte er zunächst an der University of the South in Sewanee und dann an der US Naval Academy. Nach deren Beendigung 1956 trat er in die US Navy ein und gehörte dieser bis 1994 an. Während seiner militärischen Laufbahn wurde er 1985 als Admiral Kommandeur der 6. US-Flotte im Mittelmeer. Während dieser Zeit fand die Operation Attain Document statt, eine militärische Operation von Schiffsverbänden der Vereinigten Staaten im Mittelmeer, nördlich und in der Großen Syrte. Anschließend war er vom 30. Juni 1986 bis zum 4. November 1988 Oberkommandierender der US-Atlantikflotte.
Danach wurde er 1988 Oberbefehlshaber des US Atlantic Command sowie zugleich Oberster Alliierter Kommandeur (Supreme Allied Commander) im Atlantik (SACLANT). Am 29. Juni 1990 erfolgte seine Ernennung zum Chef der Marineoperationen (Chief of Naval Operations) und damit zum ranghöchsten Offizier und Generalstabschef der US Navy. Diesen Posten hatte er bis zu seiner Verabschiedung in den Ruhestand am 23. April 1994 inne.
Während dieser Zeit war er vom 2. Januar bis zum 21. Juli 1993 auch amtierender Marinestaatssekretär (United States Secretary of the Navy) zum Ende der Amtszeit von US-Präsident George Bush und während der ersten Amtsmonate von Bill Clinton. Diesen Posten übergab er danach an John Howard Dalton, der am 22. Juli 1993 die Amtsgeschäfte übernahm.
Kelso starb im Juni 2013 nach einem Sturz, bei dem er schwere Kopfverletzungen erlitten hatte.

## Auszeichnungen
Auswahl der Dekorationen, sortiert in Anlehnung der Order of Precedence of the Military Awards:
- Defense Distinguished Service Medal
- Navy Distinguished Service Medal (3 ×)
- Legion of Merit (4 ×)
- Meritorious Service Medal
- Navy & Marine Corps Commendation Medal
- Mitglied der französischen Ehrenlegion